# CBDMA4
CBDMA4 è una District Management Area della municipalità distrettuale di Mopani e Ehlanzeni. Precedentemente era chiamato Bohlabela District Municipality.
Il suo territorio ricade all'interno del Parco nazionale Kruger e si estende su una superficie di 21.271 km²

## Città e comuni
- Afsaal
- Musandzeni
- Nhlanguleni
- Nkuhlu
- Pafuri
- Punda Maria
- Skukuza
- Timbavati
- Tshokwane

## Fiumi
- Bububu
- Byashishi
- Crocodile
- Dzombo
- Ga Sekgobela
- Gadzingwe
- Hlahleni
- Khokhovela
- Klaserie
- Komapit Matjului
- Kumba
- Limpopo
- Lubyelubye
- Makhodzi
- Manyeleti
- Matimachwewu
- Mativuhlungu
- Matjulu
- Matsaringwe
- Mavumbye
- Mbyamiti
- Metsimetsi
- Mitomeni
- Mlambeni
- Mnondozi
- Mnyeleni
- Mphongolo
- Nalatsi
- Ngwenyeni
- Nhlaralumi
- Nhlowa
- Nkulumbeni
- Nsikazi
- Nwanedzi
- Nwaswitsontso
- Nwatimhiri
- Olifants
- Phungwe
- Sabie
- Salitje
- Shipikani
- Shisha
- Sit hung wane
- Sweni
- Timbavati
- Tsende
- Vurhami

## Dighe
- Black Heron Dam
- Charles Engelharddam
- Gudzanidam
- Jones Dam
- Langtoondam
- Manzimahledam
- Mestel Dam
- Mhlanganzwanedam
- Mingerhoutstuwal
- Mpondo Dam
- Mtshawu Dam
- Newudam
- Nhlanganinidam
- Orpen Dam
- Shmuwinidam
- Sirhenidam
- Stangenedam
- Stapelkopdam
- Stolznekspruitdam
- Van Graan se Dam
- Xilolwenidam